# آواران قشلاق
آواران قشلاق (به ترکی آذربایجانی: Avaranqışlaq) یک منطقه مسکونی در جمهوری آذربایجان است که در شهرستان قوسار واقع شده است. آواران قشلاق ۴۹۰ نفر جمعیت دارد.